# Новое Иглайкино
Но́вое Игла́йкино (тат. Яңа Иглай) — село в Нурлатском районе Республики Татарстан, административный центр Новоиглайкинского сельского поселения.

## Этимология названия
Топоним произошел от татарского слова «яңа» (новый) и ойконима «Иглай» (Иглайкино).

## География
Село находится на реке Кондурча, в 8 км к востоку от города Нурлат.

## История
Село основано в 1835 году. 
До 1860-х годов жители относились к категории государственных крестьян. Занимались земледелием, разведением скота. 
До 1920 года село входило в Шламскую волость Мелекесского уезда Самарской губернии. С 1920 года в составе Старо-Челнинской волости Чистопольского кантона ТАССР. С 10 августа 1930 года в Октябрьском (с 10 декабря 1997 года —  Нурлатский) районе.

## Население
| 1926 | 1938 | 1949 | 1958 | 1970 | 1979 | 1989 | 2002 | 2010 |
| ---- | ---- | ---- | ---- | ---- | ---- | ---- | ---- | ---- |
| 813  | 963  | 824  | 794  | 995  | 793  | 948  | 645  | 554  |

Национальный состав села: татары.

## Экономика
Жители занимаются полеводством, молочным скотоводством, овцеводством.

## Объекты образования и культуры
Средняя школа, дом культуры, библиотека.

## Религиозные объекты
Мечеть.

## Известные уроженцы
Галимзян Салихович Хусаинов — советский футболист.